# Бури ан Вексен
Бури ан Вексен (фр. Boury-en-Vexin) насеље је и општина у североисточној Француској у региону Пикардија, у департману Оаза која припада префектури Бове.
По подацима из 2011. године у општини је живело 340 становника, а густина насељености је износила 30,66 становника/km². Општина се простире на површини од 11,09 km². Налази се на средњој надморској висини од 70 метара (максималној 141 m, а минималној 37 m).

## Демографија
| 1962. | 1968. | 1975. | 1982. | 1990. | 1999. | 2011. |
| ----- | ----- | ----- | ----- | ----- | ----- | ----- |
| 243   | 282   | 280   | 289   | 331   | 306   | 340   |

График промене броја становника у току последњих година